# Kerwan (crater)
Kerwan este cel mai mare crater confirmat și una dintre cele mai mari caracteristici geologice de pe Ceres. A fost descoperit pe 19 februarie 2015 din imaginile Dawn, în timp ce se apropia de Ceres. Craterul este foarte puțin adânc pentru dimensiunea sa și nu are un vârf central. Un vârf central ar fi putut fi distrus de un crater de 15 kilometri lățime în centrul lui Kerwan. Este posibil ca craterul să fie tânăr în comparație cu restul suprafeței lui Ceres, deoarece Kerwan a acoperit în mare parte craterele din partea de sud a Vendimia Planitia.
Kerwan este aproximativ antipodal față de Ahuna Mons, cel mai mare, sau cel puțin cel mai tânăr, munte de pe Ceres. Energia seismică din impactul de formare a lui Kerwan s-ar fi putut concentra pe partea opusă a lui Ceres, fracturând straturile exterioare ale scoarței și facilitând mișcarea criomagmei de înaltă viscozitate (formată din gheață noroioasă înmuiată de conținutul său de săruri) pe suprafață. Kerwan arată și el dovezi ale efectelor apei lichide din cauza topirii prin impact a gheții subterane.
Craterul este numit după spiritul Hopi al încolțirii porumbului, Kerwan. Numele a fost aprobat de IAU pe 3 iulie 2015.